# جونينيو روتشا
جونينيو روتشا هو لاعب كرة قدم برازيلي في مركز الوسط، ولد في 5 نوفمبر 1997 في ريو دي جانيرو في البرازيل. لعب مع ديفينسور سبورتينغ.

## وصلات خارجية
- جونينيو روتشا على موقع قاعدة بيانات كرة القدم.إي يو (الإنجليزية)
- جونينيو روتشا على موقع Soccerbase.com (لاعب) (الإنجليزية)
- جونينيو روتشا على موقع Soccerway.com (الإنجليزية)
- جونينيو روتشا على موقع عالم كرة القدم.نت (الإنجليزية)